# Alpes Grésivaudan Classic 2025
De vierde editie van de wielerwedstrijd Alpes Grésivaudan Classic vond plaats op 8 juni 2025. De 102 deelneemsters startten in Saint-Martin-d'Uriage en finishten 111,8 kilometer later in het skioord Le Collet d'Allevard. De wedstrijd had de categorie 1.1. De Oostenrijkse Valentina Cavallar won, voor haar Belgische ploeggenote Lotte Claes en Nadia Gontova uit Canada.

## Uitslag
| Plaats  | Naam                | Ploeg                                 | Tijd     |
| ------- | ------------------- | ------------------------------------- | -------- |
| Winnaar | Valentina Cavallar  | Arkéa-B&B Hotels                      | 3u44'55" |
| 2       | Lotte Claes         | Arkéa-B&B Hotels                      | + 1'26"  |
| 3       | Nadia Gontova       | Winspace Orange Seal                  | + 1'45"  |
| 4       | Petra Stiasny       | Roland                                | + 1'52"  |
| 5       | Valentina Venerucci | A.R. Monex                            | + 2'11"  |
| 6       | Julie Bego          | Cofidis                               | + 4'42"  |
| 7       | Sofia Arici         | Isolmant-Premac-Vittoria              | + 6'06"  |
| 8       | Gaia Segato         | BePink-Imatra-Bongioanni              | + 6'13"  |
| 9       | Silvia Milesi       | BePink-Imatra-Bongioanni              | + 6'19"  |
| 10      | Karolina Perekitko  | Winspace Orange Seal                  | + 7'07"  |
| 11      | Ségolène Thomas     | St Michel-Preference Home-Auber93     | + 9'34"  |
| 12      | Clémence Latimier   | Arkéa-B&B Hotels                      | + 9'47"  |
| 13      | Tamara Dronova      | Roland                                | + 10'17" |
| 14      | Morgane Coston      | Roland                                | + 10'18" |
| 15      | Noémie Abgrall      | Claris Automobiles Ladynamips RVC     | + 10'37" |
| 16      | Eleanor Wiseman     | Baloise Minimax WB                    | + 11'31" |
| 17      | Beatrice Rossato    | Isolmant-Premac-Vittoria              | + 12'56" |
| 18      | Carlotta Uber       | Born to Win BTC City Ljubljana Zhiraf | + 13'49" |
| 19      | Hannah Ludwig       | Cofidis                               | + 14'09" |
| 20      | Ariadna Gutiérrez   | A.R. Monex                            | + 14'28" |
|         |                     |                                       |          |
| 38      | Maaike Coljé        | Arkéa-B&B Hotels                      | + 22'04" |

2022 · 2023 · 2024 · 2025